# 熈代勝覽
《熈代勝覽》（日语：／）是描繪文化2年（1805年）的江戶日本橋的大型繪卷。作者不明。縱43.7公分、橫1232.2公分，詳細描繪日本橋通的問屋街和往來的人們，是研究化政時代江戶文化的重要史料。繪畫現藏於德國柏林國立博物館。

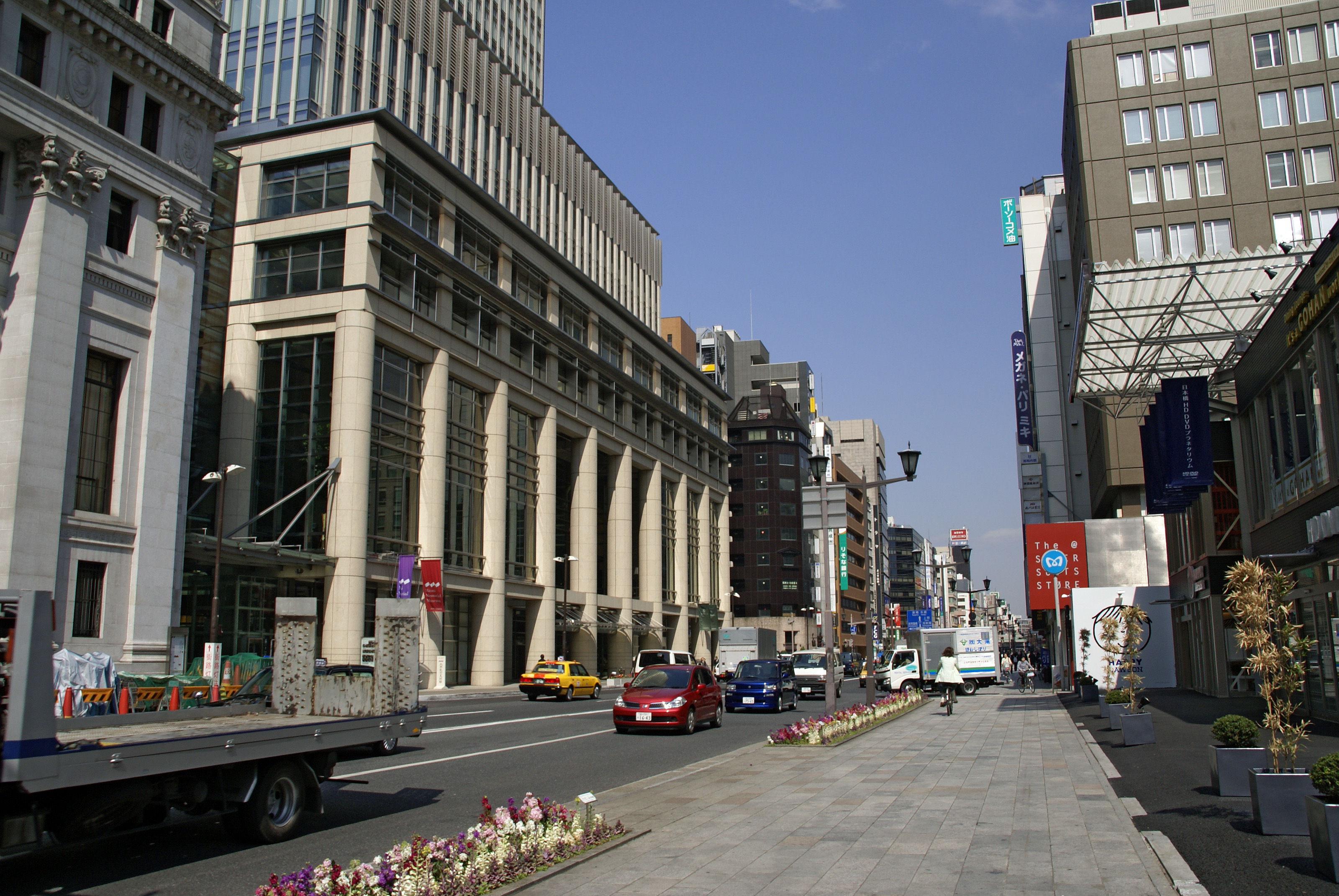
現在的日本橋室町二丁目、當時的本町二丁目付近

## 描繪的地域
從東俯瞰日本橋川的日本橋至龍閑川的神田今川橋，南北約7町、764m。當時稱作通町，即現在的中央通。現在是三井集團等大企業的大樓林立的商業區，當時也是問屋林立的江戶第一的商店街。
繪畫中的町由右側，即北側的日本橋本銀町二丁目（通白銀町）開始，有日本橋本石町二丁目（通石町）、本石町十軒店（十軒店）、日本橋本町二丁目（通本町）、日本橋室町三丁目、同二丁目、同一丁目。經過昭和初期的町名整理，現在全體包含在日本橋室町一～四丁目之內。

## 年代
從圖中室町二丁目付近的勸進集團之一人的「文化二／回向院」勸進箱，可知繪畫設定在文化2年（1805年）。畫中的日本橋一帶因翌年的文化大火而燒失，所以店舖是大火前的配置，因此被認為是實際参考文化2年的風景而來。以題字的佐野東洲在文化11年（1814年）過世來看，繪圖年代應該不會晚於該年。

## 作者
題字未署名，但由「左潤之印」及「東洲」的方印，可知是出於書家佐野東洲之手。繪師則至今不明。

## 脚注
1. ↑  圖中有手持「本堂」旗幟的僧人，可知此集團是以天明3年（1783年）消失的兩國回向院的本堂再建為目的。

## 外部連結
- 名橋「日本橋」保存会 （页面存档备份，存于）